# Song Machine, Season One: Strange Timez
Song Machine, Season One: Strange Timez és el setè àlbum d'estudi de la banda virtual britànica Gorillaz, publicat el 23 d'octubre de 2020. Aquest treball forma part del projecte audiovisual Song Machine de Gorillaz, una sèrie web que consisteix en una col·lecció de senzills i videoclips amb diversos artistes convidats. Va representar el retorn del personatge Murdoc Niccals, que fou absent en el seu anterior treball The Now Now (2018).

## Producció
Al gener de 2020, la banda va publicar diverses imatges en les xarxes socials oficials que estaven treballant en un nou projecte conceptual titulat Song Machine. També van llançar via streaming un senzill promocional de només 23 segons titulat «Song Machine Theme Tune» acompanyat un vídeo. Damon Albarn i Remi Kabaka Jr van confirmar la seva estrena en una entrevista i el llançament del primer episodi («Momentary Bliss») es va produir el 30 de gener. En una roda de premsa van descriure el projecte Song Machine més a fons, que consisteix en una forma d'adaptar-se al mercat musical del moment en què predominava el llançament de cançons individuals enlloc d'un àlbum complet.
La seva idea original era llançar un episodi mensualment però aquest pla es va estroncar amb l'esclat de la pandèmia de COVID-19, de manera que van preferir ajornar la publicació del tercer senzill que coincidia amb el mes de març. Al maig van llançar el senzill «How Far?» sense anunci previ com a tribut al músic Tony Allen, que va morir el 30 d'abril i que col·laborava amb Albarn freqüentment. Els llançaments previstos es van desplaçar un mes endavant, i al juny van confirmar que publicarien un àlbum amb les cançons llançades a final d'any. A l'estiu van aturar els llançaments i ho van reprendre al setembre fins a finalitzar el llançament dels nou senzills. La publicació de l'àlbum es va produir el 23 d'octubre de 2020 amb el títol de Strange Timez.
La recepció fou molt positiva i es va destacar especialment el bon repertori de col·laboracions, demostrant el bon gust musical de Damon Albarn, com per exemple St. Vincent, Octavian, Georgia o la Unknown Mortal Orchestra. També es va elogiar la diversitat estilística i la combinació ambiciosa de sons i gèneres musicals que van des del punk rock al R&B o al hip-hop.

## Llista de cançons
| Núm.          | Títol                                               | Composició                                                                                            | Durada |
| ------------- | --------------------------------------------------- | --- | ------ |
| 1.            | «Strange Timez» (amb Robert Smith)                  | Damon Albarn, Remi Kabaka Jr.                                                                         | 3:48   |
| 2.            | «The Valley of the Pagans» (amb Beck)               | Albarn, Kabaka                                                                                        | 3:00   |
| 3.            | «The Lost Chord» (amb Leee John)                    | Albarn, Kabaka, James Ford, Leslie John                                                               | 4:03   |
| 4.            | «Pac-Man» (amb Schoolboy Q)                         | Albarn, Kabaka, John Smythe, Paul Huston, Quincy Hanley, Elvin Shahbazian, Joel McNeill, John McNeill | 3:12   |
| 5.            | «Chalk Tablet Towers» (amb St. Vincent)             | Albarn, Kabaka                                                                                        | 3:02   |
| 6.            | «The Pink Phantom» (amb Elton John i 6lack)         | Albarn, Kabaka, Ricardo Valentine Jr.                                                                 | 4:13   |
| 7.            | «Aries» (amb Peter Hook i Georgia)                  | Albarn, Kabaka, Hook, Richard Isong                                                                   | 4:14   |
| 8.            | «Friday 13th» (amb Octavian)                        | Albarn, Kabaka                                                                                        | 3:37   |
| 9.            | «Dead Butterflies» (amb Kano i Roxani Arias)        | Albarn, Kabaka, Darryle Gayle, Matthew Middlebrooks, Kane Robinson, Michael Williams II, Arias        | 4:33   |
| 10.           | «Désolé» (extended version) (amb Fatoumata Diawara) | Albarn, Kabaka, Ford, Diawara                                                                         | 5:33   |
| 11.           | «Momentary Bliss» (amb Slowthai i Slaves)           | Albarn, Kabaka, Tyron Frampton, Isaac Holman, Laurie Vincent, Mike Dean                               | 3:43   |
| Durada total: | Durada total:                                       | Durada total:                                                                                         | 42:58  |

| 1.            | «Opium» (amb REarthGang)                                 | Albarn, Kabaka, Olu Fann, Eian Parker, Isong | 6:50  |
| 2.            | «Simplicity» (amb Joan As Police Woman)                  | Albarn, Kabaka                               | 2:43  |
| 3.            | «Severed Head» (amb GoldLink i Unknown Mortal Orchestra) | Albarn, Kabaka                               | 3:34  |
| 4.            | «With Love to an Ex» (amb Moonchild Sanelly)             | Albarn, Kabaka                               | 3:00  |
| 5.            | «MLS» (amb JPEGMafia i Chai)                             | Albarn, Kabaka                               | 3:13  |
| 6.            | «How Far?» (amb Tony Allen i Skept)                      | Albarn, Kabaka                               | 2:46  |
| Durada total: | Durada total:                                            | Durada total:                                | 22:06 |

| 7.            | «Taxi Back to 80s Reykjavik» | 2:43  |
| Durada total: | Durada total:                | 24:49 |

## Posicions en llista
| Llista (2020) | Posició |
| ------------- | ------- |
| Alemanya      | 9       |
| Austràlia     | 5       |
| Canadà        | 18      |
| Estats Units  | 12      |
| Espanya       | 24      |
| França        | 19      |
| Itàlia        | 23      |
| Japó          | 65      |
| Nova Zelanda  | 5       |
| Regne Unit    | 2       |

## Crèdits
Gorillaz
- Damon Albarn – cantant (cançons 1–14, 16), teclats (cançons 1–6, 8–10, 12–18), baix (cançons 1–6, 8, 10, 13–14, 18), guitarra (cançons 2, 4–5, 7, 8, 10–14, 16–18), caixa de ritmes (cançons 2, 10, 16), sintetitzador (cançons 4, 7), veus addicionals, bateria, percussió (cançó 4), piano (cançons 6, 12), melòdica (cançons 16–17)
- Jamie Hewlett – disseny artístic
- Remi Kabaka Jr. – producció, caixa de ritmes (cançons 1–2, 5–9, 11–16), percussió (cançons 1, 3–5, 7, 10, 12–13, 15, 17), bateria (cançons 3–4, 7)
- Stephen Sedgwick – mescles, enginyeria (cançons 1–4, 6–18)
- John Davis – masterització (cançons 1–12, 14–18)
- Samuel Egglenton – enginyeria (cançons 1–14, 16–18)
- James Ford – producció, bateria, percussió (cançons 3, 7, 10), teclats (cançons 3, 10), guitarra (cançó 3), sintetitzador, caixa de ritmes (cançó 7), balàfon, cítara (cançó 10)

Músics addicionals
- Robert Smith – cantant, guitarra, teclats, baix, la capsa de música (cançó 1)
- Etta Albarn Teulon – trompeta (cançó 1), veus addicionals (cançó 12)
- Beck – cantant (cançó 2)
- Rudy Albarn – bateria (cançons 2, 18), percussió (cançó 2)
- Leee John – cantant (cançó 3)
- Schoolboy Q – cantant (cançó 4)
- Prince Paul – veus addicionals (cançó 4)
- John Smythe – guitarra (cançó 4)
- Weathrman – baix, teclats, sintetitzador (cançó 4)
- St. Vincent – cantant, teclats (cançó 5)
- Elton John – cantant, piano (cançó 6)
- 6lack – cantant (cançó 6)
- Peter Hook – baix (cançó 7)
- Georgia – bateria, percussió (cançó 7)
- P2J – caixa de ritmes (cançó 7, 12)
- Octavian – cantant (cançó 8)
- Kano – cantant (cançó 9)
- Roxani Arias – cantant (cançó 9)
- Mike Will Made It – caixa de ritmes (cançó 9)
- Fatoumata Diawara – cantant (cançó 10)
- Alice Pratley – violí (cançó 10)
- Ciara Ismail – violí (cançons 10, 17)
- Davide Rossi – cordes, arranjament de cordes (cançó 10)
- Izzi Dunn – violoncel (cançons 10, 17)
- Nicola Hicks – viola (cançó 10)
- Sébastien Blanchon – trompa (cançó 10)
- Slowthai – cantant (cançó 11)
- Slaves – cantant, guitarra, bateria (cançó 11)
- Mike Dean – caixa de ritmes (cançó 11)
- EarthGang – cantant (cançó 12)
- Roberto Fonseca – piano (cançó 12)
- Joan As Police Woman – cantant, erhu, guitarra, teclats, contrabaix (cançó 13)
- GoldLink – vocals (cançó 14)
- Unknown Mortal Orchestra – vocals, glockenspiel (cançó 14)
- Moonchild Sanelly – cantant (cançó 15)
- JPEGMafia – cantant (cançó 16)
- Chai Chai – cantant, teclats, bateria (cançó 16)
- Tony Allen – cantant, bateria (cançó 17)
- Skepta – cantant (cançó 17)
- Kotono Sato – violí (cançó 17)
- Stella Page – viola (cançó 17)

Tècnics addicionals
- Robert Smith – producció
- David Greenbaum – enginyeria (cançó 2)
- Dylan Herman – enginyeria (cançó 2)
- Elvin "Wit" Shahbazian – enginyeria (cançó 4)
- Paul Huston – producció, enginyeria (cançó 4)
- Annie Clark – enginyeria (cançó 5)
- Ricardo Valentine Jr. – enginyeria (cançó 6)
- Matt Doughty – enginyeria (cançó 6)
- Richard Isong – producció addicional (cançó 7, 12)
- Michael Williams II – producció (cançó 9)
- Marzeratti – producció (cançó 9)
- Darryle "Rell" Gayle – enginyeria (cançó 9)
- Adrien Libmann – enginyeria (cançó 10)
- Andrea Fognini – enginyeria (cançó 10)
- Davide Lasala – enginyeria (cançó 10)
- Sylvain Mercier – enginyeria (cançó 10)
- Nora Fedrigo – enginyeria (cançó 10)
- Mike Dean – co-producció (cançó 11)
- Raul Chirinos – enginyeria (cançó 12)
- Joan Wasser – producció (cançó 13)
- Ruban Nielson – enginyeria (cançó 14)
- Osamu Shu Imamoto – enginyeria (cançó 16)
- Stuart Lowbridge – seqüenciació
- Stars Redmond – assistència